# József Gurovits
József „Szikla“ Gurovits (* 23. November 1928 in Budapest; † 3. März 2021 in Zürich, Schweiz) war ein ungarischer Kanute.

## Erfolge
József Gurovits arbeitete als Elektriker bei Elektromos, wo er im Betriebssport begann Kanu zu fahren. Ab 1946 begann er auch in Wettbewerben anzutreten und wurde 1949 erstmals für die ungarische Nationalmannschaft nominiert. Ein Jahr später gehörte er zu den Gründungsmitgliedern der Kanuabteilung von Honvéd Budapest.
Gurovits nahm im Zweier-Kajak an den Olympischen Spielen 1952 in Helsinki teil. Er ging dabei mit Ferenc Varga auf der Marathon-Strecke über 10.000 Meter an den Start, auf der insgesamt 17 weitere Konkurrenten starteten. Nach 44:26,6 Minuten überquerten Gurovits und Varga als Dritte die Ziellinie, hinter den siegreichen Finnen Kurt Wires und Yrjö Hietanen sowie den Schweden Gunnar Åkerlund und Hans Wetterström, die 5,3 bzw. 4,9 Sekunden schneller waren als die beiden Ungarn.
Als er eine Beziehung mit der Eisschnellläuferin Mária Földváry-Boér begann, endete 1955 seine Karriere im Leistungssport, da Földváry-Boér aufgrund ihres familiären Hintergrunds als Feind des kommunistischen Systems betrachtet wurde. Gurovits begann daraufhin als Journalist für eine Tageszeitung zu arbeiten. Während des Ungarischen Volksaufstands im Jahr darauf wurde das Gebäude der Redaktion von Panzern umstellt, woraufhin Gurovits mit seiner Ehefrau und seiner Schwiegermutter nach Österreich floh. Mithilfe von Freunden aus der Schweiz gelangten sie von einem Flüchtlingscamp in Innsbruck nach Zürich, wo sich die Familie niederließ. Dort studierte Gurovits zunächst Maschinenbau, ehe er schließlich ein Studium in Computertechnik abschloss. In dieser Branche arbeitete er anschließend für 33 Jahre. In der Schweiz betrieb Gurovits Sport nur noch hobbymäßig, gründete dafür aber dort einen ungarischen Sportverein.